# Церква Зіслання Святого Духа (Олесине)
Церква Зіслання святого Духа в Олесиному — парафія і храм греко-католицької громади Козівського деканату Тернопільсько-Зборівської архієпархії Української греко-католицької церкви в селі Олесине Тернопільського району Тернопільської области.

## Історія церкви
Тривалий час у селі не було церкви, а лише невелика каплиця. Парафія належала до громади сусіднього села Ценів. Улітку 1936 року освятили наріжний камінь під будівництво храму, яке завершилося через два роки. Того ж 1938 року єпископ Іван Бучко відвідав парафію та освятив новозбудовану церкву.
До 1946 року парафія і храм належали до УГКЦ, а з 1946 по 1989 рік — до РПЦ. У 1990 році, після національного відродження, вони повернулися в лоно УГКЦ. За часів служіння священика, ім’я якого не вказано, храм повністю відреставрували, а останні роботи завершили у 2004 році.
На церковному подвір'ї розташована дзвіниця на три дзвони та нова каплиця. У 2010 році єпископську візитацію парафії здійснив владика Василій Семенюк.
При парафії діють Вівтарна та Марійська дружини, спільнота «Матері в молитві», а також братство Матері Божої Неустанної Помочі.

## Парохи
- о. Ярослав Тимчишин,
- о. Петро Канюга (з липня 1982)
- о. Олег Марущак